# Никола Миличић
Никола Миличић (Краљево, 4. јул 2004) српски је фудбалер који тренутно наступа за крушевачки Напредак, на позајмици из Партизана.

## Каријера
Миличић је из кадетске екипе краљевачког Кикера 2021. године прешао у Раднички 1923. Ту је годину дана стандардно наступао за омладинску селекцију. Након тога је прикључен првом тиму и као један од бонус играча дебитовао је у другом колу такмичарске 2022/23. Раднички је тада победио лучанску Младост минималним резултатом. Миличић је играо до 77. минуту када га је на терену заменио Немања Томић. У наставку сезоне добио је значајну минутажу те га је фудбалска опсерваторија CIES сврстала међу 250 перспективних фудбалера рођених 2004. године и касније. Следећу сезону такође је започео у саставу екипе, али је почетком септембра 2023. претрпео истезање лигамената колена због чега је пропустио остатак календарске године.
Дана 16. јануара 2024. Миличић је представљен као нови фудбалер београдског Партизана с којим је потписао четворогодишњи уговор. Према писању медија, вредност трансфера процењена је на 500 хиљада евра уз проценте од наредне продаје. Задужио је дрес с бројем 40, који је до истог прелазног рока носио Кристијан Белић. Миличић је током тренинга на зимским припремама обновио повреду колена због чега му је прогнозирана једноипомесечна пауза. Како је Миличић, попут Михајла Илића, у том тренутку испуњавао услов за бонус играча, Партизан је у завршници прелазног рока довео и Бојана Ковачевића. Услед проблема с повредом, Миличић до краја сезоне није наступао на такмичарским сусретима под вођством тренера Игора Дуљаја, а касније ни Алберта Нађа. Доласком Александра Станојевића, Миличић такође није био у најужој конкуренцији за састав те је прослеђен на позајмицу. Тако се крајем јуна 2024. прикључио саставу крушевачког Напретка, под вођством Горана Стевановића.

## Репрезентација
Миличић је добио позив селектора млађе омладинске репрезентације, Јована Дамјановића, за контролну утакмицу с одговарајућом селекцијом Румуније у јуну 2022. Он је у септембру исте године упутио позив Миличићу за Меморијални турнир „Стеван Ћеле Вилотић”. Касније је наступао и у квалификацијама за Европско првенство после којих Србија није успела да оствари пласман на завршни турнир. У јуну 2023, тадашњи селектор младе репрезентације, Душан Ђорђевић, накнадно је позвао Миличића на окупљање на Убу уместо повређеног Стефана Лековића.

## Начин игре
Дејан Јоксимовић, тренер под чијим вођством је Миличић дебитовао у сениорској конкуренцији, рекао је да је у њему препознао фудбалера чија техника му је омогућавала градњу игре из последње линије с обзиром на то да је до кадетског узраста наступао у везном реду. У анализи Спортала на интернет порталу Блица, Миличић је представљен као агресиван тип штопера који константно врши притисак на противничке нападаче. Због тога је у игри „један на један” неретко излазио и на противничку половину, пратећи играча за чије је чување задужен. Као позитивна карактеристика означена је његова солидна техника и брз улазак у игру након одузимања лопте те чињеница да је на неким утакмицама играо и на позицији десног бека. Похваљена је игра под притиском и проналажење добрих решења у тим ситуацијама, као и добра пас игра. Замерени су му повремени падови концентрације и проценат успешности ваздушних дуела.

## Статистика

### Клупска
Ажурирано 13. јануара 2024.
|                          |          |                  |    |   |   |   |   |   |   |   |    |   |  |  |
| Раднички 1923 Крагујевац | 2022/23. | Суперлига Србије | 27 | 0 | 1 | 0 | — | — | — | — | 28 | 0 |  |  |
| Раднички 1923 Крагујевац | 2023/24. | Суперлига Србије | 5  | 0 | 0 | 0 | — | — | — | — | 5  | 0 |  |  |
| Раднички 1923 Крагујевац | Укупно   | Укупно           | 32 | 0 | 1 | 0 | — | — | — | — | 33 | 0 |  |  |
|                          |          |                  |    |   |   |   |   |   |   |   |    |   |  |  |
| Партизан                 | 2023/24. | Суперлига Србије | 0  | 0 | 0 | 0 | — | — | — | — | 0  | 0 |  |  |
|                          |          |                  |    |   |   |   |   |   |   |   |    |   |  |  |
| Каријера                 | Каријера | Каријера         | 32 | 0 | 1 | 0 | — | — | — | — | 33 | 0 |  |  |
|                          |          |                  |    |   |   |   |   |   |   |   |    |   |  |  |

### Утакмице у дресу репрезентације
| Репрезентација Србије у узрасту до 18 година старости | Репрезентација Србије у узрасту до 18 година старости                    | Репрезентација Србије у узрасту до 18 година старости                    | Репрезентација Србије у узрасту до 18 година старости                    | Репрезентација Србије у узрасту до 18 година старости                    | Репрезентација Србије у узрасту до 18 година старости                    | Репрезентација Србије у узрасту до 18 година старости                    | Репрезентација Србије у узрасту до 18 година старости | Репрезентација Србије у узрасту до 18 година старости | Репрезентација Србије у узрасту до 18 година старости |
| #                                                     | Датум                                                                    | Такмичење                                                                | Локација                                                                 | Домаћин                                                                  | Резултат                                                                 | Гост                                                                     | Гол                                                   | Реф.                                                  |                                                       |
| ----------------------------------------------------- | ------------------------------------------------------------------------ | ------------------------------------------------------------------------ | ------------------------------------------------------------------------ | ------------------------------------------------------------------------ | ------------------------------------------------------------------------ | ------------------------------------------------------------------------ | ----------------------------------------------------- | ----------------------------------------------------- | ----------------------------------------------------- |
| 1.                                                    | 3. јун 2022.                                                             | Пријатељска утакмица                                                     | Кућа фудбала, Стара Пазова                                               | Србија                                                                   | 0 : 3                                                                    | Румунија                                                                 |                                                       | [ 33 ]                                                |                                                       |
| 1                                                     | Укупан број утакмица, постигнутих погодака и минута проведених на терену | Укупан број утакмица, постигнутих погодака и минута проведених на терену | Укупан број утакмица, постигнутих погодака и минута проведених на терену | Укупан број утакмица, постигнутих погодака и минута проведених на терену | Укупан број утакмица, постигнутих погодака и минута проведених на терену | Укупан број утакмица, постигнутих погодака и минута проведених на терену | 0                                                     |                                                       |                                                       |

| Репрезентација Србије у узрасту до 19 година старости | Репрезентација Србије у узрасту до 19 година старости | Репрезентација Србије у узрасту до 19 година старости | Репрезентација Србије у узрасту до 19 година старости | Репрезентација Србије у узрасту до 19 година старости | Репрезентација Србије у узрасту до 19 година старости | Репрезентација Србије у узрасту до 19 година старости | Репрезентација Србије у узрасту до 19 година старости | Репрезентација Србије у узрасту до 19 година старости | Репрезентација Србије у узрасту до 19 година старости |
| #                                                     | Датум                                                 | Такмичење                                             | Локација                                              | Домаћин                                               | Резултат                                              | Гост                                                  | Гол                                                   | Реф.                                                  |                                                       |
| ----------------------------------------------------- | ----------------------------------------------------- | ----------------------------------------------------- | ----------------------------------------------------- | ----------------------------------------------------- | ----------------------------------------------------- | ----------------------------------------------------- | ----------------------------------------------------- | ----------------------------------------------------- | ----------------------------------------------------- |
| 1.                                                    | 22. септембар 2022.                                   | Меморијални турнир „Стеван Вилотић Ћеле”              | Градски стадион, Суботица                             | Србија                                                | 3 : 1                                                 | Финска                                                |                                                       | [ 34 ]                                                |                                                       |
| 2.                                                    | 24. септембар 2022.                                   | Меморијални турнир „Стеван Вилотић Ћеле”              | Стадион Милан Средановић, Кула                        | Србија                                                | 0 : 3                                                 | Португалија                                           |                                                       | [ 35 ]                                                |                                                       |
| 3.                                                    | 26. септембар 2022.                                   | Меморијални турнир „Стеван Вилотић Ћеле”              | Градски стадион, Суботица                             | Србија                                                | 3 : 1                                                 | Француска                                             |                                                       | [ 36 ]                                                |                                                       |
| 4.                                                    | 20. новембар 2022.                                    | Квалификације за Европско првенство                   | Стадион Ђорче Петров, Скопље                          | Србија                                                | 4 : 0                                                 | Сан Марино                                            |                                                       | [ 37 ]                                                |                                                       |
| 5.                                                    | 25. март 2023.                                        | Квалификације за Европско првенство                   | Стадион Гарбарниа, Краков                             | Србија                                                | 1 : 3                                                 | Израел                                                |                                                       | [ 38 ]                                                |                                                       |
| 6.                                                    | 28. март 2023.                                        | Квалификације за Европско првенство                   | Тренинг центар Краковије                              | Пољска                                                | 2 : 2                                                 | Србија                                                |                                                       | [ 39 ]                                                |                                                       |
| 6                                                     | Укупан број утакмица и постигнутих погодака           | Укупан број утакмица и постигнутих погодака           | Укупан број утакмица и постигнутих погодака           | Укупан број утакмица и постигнутих погодака           | Укупан број утакмица и постигнутих погодака           | Укупан број утакмица и постигнутих погодака           | 0                                                     |                                                       |                                                       |